# Terpineny
Terpineny – grupa organicznych związków chemicznych, należące do terpenów jednopierścieniowych. Zaliczane są do nich te terpeny monocykliczne, które w wyniku przyłączenia dwóch cząsteczek chlorowodoru dają ten sam produkt – 1,4-dichloromentan.
Ich cechą charakterystyczną jest brak czynności optycznej.

## Występowanie
Terpineny występują głównie w postaci mieszaniny przynajmniej dwóch izomerów strukturalnych, najczęściej α i γ. Znaleziono je między innymi w olejku kolendrowym i majerankowym. Terpinolen jest składnikiem olejku pasternaku (40-70%).

## Otrzymywanie
α i β-Terpineny można otrzymać przez izomeryzację pinenu lub dipinenu, wywołaną kwasem siarkowym, albo w wyniku odwodnienia i izomeryzacji terpineolu czy hydratu terpinu.

## Zastosowanie
α-Terpinen służy jako inhibitor spontanicznej polimeryzacji tetrafluoroetenu.